# Bevern (Niedersachsen)
|  | For andre betydninger, se Bevern |
Bevern (udtale: [ˈbeːvɐn]?) er en kommune i Landkreis Holzminden i den tyske delstat Niedersachsen, med knap 4.000 indbyggere (2012). Bevern er administrationsby i amtet Bevern, beliggende i landskabet Weserbergland. Floden Weser løber langs en del af den vestlige og nordlige kommunegrænse. Ud over hovedbyen Bevern med bydelen Forst ligger følgende landsbyer og bebyggelser i kommunen: Dölme, Lobach, Lütgenade og Reileifzen.
Schloss Bevern ligger i byen og var i 17. og 18. århundrede residens for en linje af hertuger af Braunschweig-Lüneburg, kendt som Braunschweig-Bevern.